# ARA El Plata (1875)
El ARA El Plata fue un monitor de la Armada Argentina que si bien no participó en conflicto armado internacional alguno y tuvo escasa intervención en los conflictos civiles del país, constituyó una de las principales unidades modernas de su escuadra hasta la década de 1890.

## Características
Primer buque de la Armada Argentina con ese nombre, decidido por el presidente Domingo Faustino Sarmiento, en honor del Río de la Plata, junto a su gemelo, el encorazado o monitor Los Andes, formaban el núcleo de la llamada "Escuadra de Sarmiento". Ambas unidades fueron adquiridas con fondos de la Ley de Armamento Naval de 1872 a los astilleros Laird Brothers a 85 000 libras cada uno.
Basando su diseño en el sistema Ericsson de la armada británica y la experiencia recogida en este tipo de naves en la guerra civil estadounidense, y similares al monitor holandés Krokodil, fueron construidos en Birkenhead, Inglaterra, con el asesoramiento del capitán Tomás Page y bajo la conducción del ministro plenipotenciario de los Estados Unidos Manuel Rafael García Aguirre, quién fue comisionado por el presidente de la Nación Argentina, Domingo Faustino Sarmiento con la misión de dirigir todo lo relativo a la construcción de la primera flota de mar. 
Con una eslora de 56,68 m, manga de 13,40 m, puntal de 3,35 m y un calado medio de 3,50 m, tenía un desplazamiento de 1677 t. Su casco era de hierro con espolón a proa y su blindaje de acero alcanzaba los 160 mm en el cintón y 255 mm en la torre de artillería principal, la cual era movida por vapor o a mano.
Dicha torre podía rotar dos vueltas por minuto con una presión de vapor de 40 libras y montaba originalmente 2 cañones Armstrong de avancarga de 200 mm con proyectiles de 90 kg, con un alcance efectivo de 7675 yardas con las portas abiertas (12° de elevación) o 4300 con las portas de la torre cerradas (5°). El buque portaba además dos cañones Armstrong de 47 mm en cubierta y en barbeta y 4 cañones rotativos Hotchkiss de 37 mm.
Para ofrecer menor blanco en combate disponían de tanques de doble fondo que al inundarlos les permitía aumentar su calado y disminuir su obra muerta en casi dos metros, pudiendo tras el combate y en 45 minutos, achicar y regresar a su calado normal.
Era impulsado por dos máquinas de vapor de doble expansión Penn Trunk, una a babor y otra a estribor, de 750 HP cada una, que impulsaban dos hélices de hierro fundido. Contaba con cuatro calderas cilíndricas de 60 lb de presión. Dos carboneras de 110 o 120 t le proporcionaban una autonomía de 8 días de navegación. Su velocidad media era de 4 nudos y la máxima de poco más de 9 nudos. Transportaba también 4 embarcaciones auxiliares menores y una lancha a vapor.

## Historial
El Plata fue botado a fines de 1874 y al mando del capitán de fragata Bartolomé Cordero, asistido por el capitán británico Eduardo Royce, con una tripulación de 18 a 20 oficiales y 110 marineros, en su mayoría británicos, y dotado de una falsa proa y casillaje de acero para protegerlo de la navegación en mar abierto, zarpó de Liverpool rumbo a Río de Janeiro.
Al arribar a Río, Cordero encontró instrucciones de permanecer en puerto hasta tanto se normalizara la situación en el país tras la Revolución de 1874. Durante la estadía la tripulación se dedicó a tareas de mantenimiento y el buque recibió visitas de autoridades navales brasileñas, lo que fue luego duramente criticado por razones elementales de seguridad, siendo que una de las principales razones que impulsaran la creación de una escuadra fluvial era compensar la superioridad naval del Imperio del Brasil cuya presencia en aguas del Río de la Plata daba sostén a una política agresiva tras la victoria aliada en la Guerra de la Triple Alianza.
En abril de 1875 se autorizó la partida de los monitores, que se hizo efectiva en el mes de mayo, arribando el 13 de ese mes al fondeadero de Los Pozos en el puerto de la ciudad de Buenos Aires. Durante el resto del año se desarmó la falsa proa, se reemplazó con personal argentino a los extranjeros licenciados, se efectuaron reparaciones menores y efectuaron maniobras de prueba en el Río de la Plata.
En julio de 1876 dejó Los Pozos y pasó estacionario a la rada exterior, volviendo a Los Pozos en agosto. Al crearse la Escuela de Condestables de la Armada para la formación de artilleros se decidió instalarla a bordo el El Plata bajo la dirección de su comandante, Bartolomé Cordero. Entre septiembre y noviembre permaneció estacionario en la isla Martín García, regresando luego a su fondeadero en Los Pozos.
En diciembre de 1877 fue alistado en guerra y el 6 de enero de 1878 fue destacado al río Paraná con motivo de la revolución de 1878 en la provincia de Corrientes, transportando al ministro de Hacienda e interventor Victorino de la Plaza. En apoyo del interventor federal actuó contra los revolucionarios en Bella Vista, Goya y Esquina hasta regresar el 25 de abril a Los Pozos.
En octubre transportó armas a Concepción del Uruguay, permaneciendo estacionario en el río Uruguay hasta noviembre. Entre marzo y abril de 1879 estuvo en reparación en dique seco en San Fernando (Buenos Aires).
Al reorganizarse la escuadra fue designado buque insignia de la Primera División, integrada por la cañonera ARA Paraná, las bombarderas ARA Constitución y ARA Bermejo y el aviso ARA Resguardo. Realizó en el año viajes a Concepción del Uruguay, transportando tropas del Ejército.
En 1880 pasó a Montevideo entrando en dos oportunidades al dique seco de la compañía Civils&Jackson para que se le colocaran quillas laterales para intentar mejorar sus capacidades marineras en mar abierto.
En mayo visitó Montevideo para recibir al transporte Villarino que repatriaba los restos mortales del general José de San Martín.
Producida en junio la revolución de 1880 permaneció leal al gobierno nacional y fue destinado al bloqueo del puerto de Buenos Aires. El presidente Nicolás Avellaneda se instaló a bordo, previo al traslado del gobierno nacional a Belgrano (Buenos Aires).
En julio auxilió al pailebot San José y el 8 de diciembre saludó tres salvas de 21 cañonazos la federalización de Buenos Aires.
En 1881 asumió el mando el capitán de fragata Luis Cabassa. En junio se hizo cargo el comando el capitán de fragata Antonio Pérez. Tras permanecer de estación en Montevideo hasta noviembre, regresó a Buenos Aires y en diciembre partió a Asunción del Paraguay para ponerse a las órdenes del embajador en el Paraguay.
En marzo de 1882, ya de regreso en Buenos Aires pasó al comando accidental del capitán de fragata Jorge H. Lowry y en abril regresó a Asunción conduciendo al embajador Héctor Álvarez.
En 1883 ejerció el mando el capitán Antonio Pérez. En febrero pasó a la Base Naval Zárate para modificar su artillería. En el arsenal naval se reemplazaron sus Armstrong de 200 por otros de 240 de retrocarga. En abril volvió al mando nuevamente de Lowry y en julio regresó a Los Pozos para prácticas de tiro. Entre octubre y diciembre permaneció fondeado en Punta Indio.
En febrero de 1884 pasó a dique seco en San Fernando para reparaciones y modificaciones (nuevas quillas laterales, 35 cm. más de timón, cambio de hélices y renovación de cubierta) que finalizaron en noviembre. El siguiente mes se unió a las maniobras de la escuadra en aguas de Bahía Blanca.
En abril de 1885 regresó a Buenos Aires y enjulio se incorporó a las maniobras de la escuadra en el Río de la Plata hasta que por desperfectos en la máquina de babor debió pasar a Río Luján.
En julio de 1886 participó de las maniobras de la Primera División en el Río de la Plata y frente a la Isla Gorríti. En septiembre retomó el mando Antonio Pérez y pasó entonces a situación de medio desarme en Luján.
En 1887 pasó a Zárate en situación de desarme completo. En marzo de 1888 asumió el mando el teniente de navío Juan A. Aguirre.
Al reorganizarse la escuadra, fue designado como buque insignia de la 2.ª División, integrada por el monitor Los Andes, la Constitución, Bermejo y la bombardera República, no obstante lo cual permaneció el resto del año en situación de desarme en aguas del Luján. En enero de 1889 pasó a Zárate y en marzo a Los Pozos. En abril escolta al presidente Miguel Juárez Celman en su visita a Martín García, fondeando luego en Dársena Sur hasta que en julio pasa nuevamente al río Lujan en situación de medio desarme y al mando de Aguirre, quien es también designado comandante de los buques en desarme en ese apostadero, la ARA Uruguay, el Espora, la Bermejo, el ARA Pilcomayo y otras unidades menores.
Dada su situación de desarme no se vio involucrada en las operaciones dispuestas con motivo de la revolución del Parque. Fue asignada nominalmente a la 1° División (insignia ARA Patagonia pero permaneció con escasa actividad, en desarme y con tripulación reducida. En 1893 son instaladas nuevas calderas y se reemplaza el palo original por uno nuevo con cofa militar.
En agosto de 1894, finalizadas las reparaciones, asumió el mando en forma efectiva el teniente de navío Francisco Hue, y en situación de armamento completo partió a Rosario (Argentina) transportando materiales para el Ejército, pasando luego a Los Pozos.
En abril de 1895 pasó brevemente a situación de reserva y fue luego destacado a Rosario hasta diciembre en que pasó estacionario a la rada de La Plata (Buenos Aires). El 31 de diciembre pasó a reserva en Río Santiago, situación que mantuvo hasta abril de 1896, en que al mando de Antonio Pérez se sumó a las maniobras de las fuerzas armadas en el Litoral, transportando en sucesivos viajes 9600 hombres.
En mayo tomó el mando el teniente de navío Juan P. Sáenz Valiente y en julio pasó a desarme en el Tigre al mando del teniente de fragata Félix Paz. A partir de marzo de 1897 efectuó numerosos viajes a Paraná, Rosario y Corrientes.
En septiembre de 1898 asumió el mando el capitán de fragata Juan G. Dailey. Tras permanecer en la rada de Buenos Aires, en noviembre pasó a Río Santiago en situación de medio desarme. El 19 de mayo de 1899 pasó a desempeñarse como pontón faro en Punta Indio hasta julio de 1900 pasando luego a Río Santiago en situación de "buque en reserva" con tripulación reducida.
En 1902 fue afectado a la Fuerza de Defensa del Río de la Plata y a partir de julio, al mando del teniente de fragata Ubaldo Esquivel y artillado con un cañón de 37 mm, efectuó navegaciones de instrucción por la rada exterior.
En 1904 ejercieron sucesivamente el mando el teniente de navío Florencio Donovan, el teniente de fragata César Finoquieto y el teniente de navío José Pereyra, manteniéndose el buque en situación de armamento completo y afectado a la 2° División de la Fuerza de Defensa del Río de la Plata.
En marzo de 1905 asumió el mando el capitán de fragata Francisco Ponsatti, partiendo a Asunción del Paraguay donde permaneció estacionario hasta marzo de 1906, cuando regresó a Buenos Aires al mando accidental del teniente de fragata Ángel Sastre para pasar a Río Santiago en medio armamento y tripulación reducida.
En 1907 al mando del teniente de navío Fermín Novillo permaneció en Bahía Blanca afectado a tareas de alojamiento de personal y asiento de escuelas de personal subalterno del área. En 1908 estuvo al mando sucesivo de los tenientes de navío Ángel V.Sastre, Guillermo Brown y Carlos González.
En 1909 al mando de Carlos González y Fermín Novillo, fue afectado a maniobras de protección a los canales de acceso al puerto de Buenos Aires como insignia de la llamada Defensa Marítima Móvil, integrada por el Patagonia y los torpederos Murature, Enrique Py, Bouchard, King, Thorne, Pinedo, y los transportes Chaco, Guardia Nacional, 1º de Mayo y Ushuaia.
En 1910 participó de las festividades del Centenario de la Revolución de Mayo, pasando luego a Río Santiago en situación de armamento reducido y afectado a la División de Ríos.
En 1911 efectuó navegaciones por el Río de la Plata con la Escuela de Grumetes al mando de los tenientes de navío Gerónimo Costa Palma, Ramón Herrera y César Finoquetto.
En marzo de 1912 fue afectado a la formación del personal de la Escuela de Grumetes y en octubre pasó a Bahía Blanca al mando del teniente de fragata Humberto Boassi.
En 1913 sirvió de alojamiento de personal y buque de adiestramiento al mando del teniente de fragata Fernando Gómez. En 1914 pasó a integrar como buque auxiliar la División de Entrenamiento del personal afectado a los nuevos acorazados. Participó en tareas logísticas de las maniobras del Ejército en la provincia de Entre Ríos y de regreso en Buenos Aires al mando del teniente de navío Francisco Ramiro remolcó a Bahía Blanca al pontón faro Bahía Blanca, permaneciendo en esa ciudad.
En enero de 1915 asumió el mando el teniente de navío José Gregores. Para 1916 se encontraba en situación de desarme total y sin tripulación a bordo. El 18 de enero de 1918 al mando del teniente de navío Tomás Zurueta pasó a armamento completo y en marzo zarpó hacia Buenos Aires, fondeando en Puerto Madero y efectuando tareas de adiestramiento de personal subalterno. En noviembre asumió el mando el teniente de fragata Gastón Vicendeau quien a mediados de 1919 recibió órdenes de disponer su desarme total en Río Santiago.
En diciembre asumió el mando el capitán de fragata Alberto Paliza Mujica quien lo ejerció hasta octubre en que lo tomó el teniente de fragata Adolfo Etchart. Durante 1920 fue destinado al adiestramiento del personal subalterno en el Río de la Plata.
En 1921 al mando accidental del teniente de navío Octavio de la Vega fue adscripto a la Comandancia de Torpedos v Minas de Río Santiago como buque madre de las torpederas. En 1922 fue designado buque insignia de la escuadrilla con apostadero en Concepción del Uruguay, integrada por las torpederas Jorge y Thorne. En abril se hizo cargo del ahora calificado como guardacostas El Plata el teniente de navío Adolfo Perna.
En 1923 permaneció fondeado en el Río de la Plata como pontón faro hasta que pasó a desarme en Río Santiago. La Memoria del Ministerio correspondiente al año 1925 afirma que el buque se encuentra "sin valor militar y sin que pueda moverse por sus propios medios".
Por decreto del 16 de noviembre de 1927 se radió del servicio y dispuso su venta. Adquirido por la compañía Laminación Curia S.R.L. en la suma de m$n 461000 se hundió en el canal intermedio de Río Santiago, por lo que recién en 1961 fue reflotado y puesto a disposición de la empresa compradora.